# 王叔国
王叔国是中国历史上春秋时期的一个诸侯国。姬姓，始封之君是周僖王之子王叔文公。在今河南省孟津县西南，历代国君都是周王室的卿士。鲁襄公十年（前563年），王室内王叔陈生与伯舆争政。周灵王偏袒伯舆，王叔陈生怒而出奔晋国。

## 君主
- 王叔文公
- 王叔桓公
- 王叔陳生